# Gazanfer Bilge
Gazanfer Bilge (* 23. Juli 1924 in Karamürsel, Kocaeli; † 20. April 2008 in Istanbul) war ein türkischer Ringer. Er war bei den Olympischen Spielen 1948 in London Olympiasieger im freien Stil im Federgewicht.

## Werdegang
Gazanfer Bilge begann 1940 während seines Militärdienstes mit dem Ringen. Er betätigte sich dabei in beiden Stilarten, bevorzugte aber in der Regel den freien Stil.
Als im Jahre 1946 erstmals nach dem Zweiten Weltkrieg in Stockholm wieder eine Europameisterschaft ausgetragen wurde, war auch Gazanfer Bilge am Start und gewann im freien Stil im Federgewicht den Europameistertitel. Dabei besiegte er auch den starken Olle Anderberg aus Schweden und den erfahrenen Europameister von 1933 und 1937 Ferenc Tóth aus Ungarn.
Bei der Europameisterschaft 1947 in Prag im griech.-römischen Stil kam er nicht so gut zurecht, unterlag nach zwei siegreichen Kämpfen gegen den Tschechen Frantisek Kotrbary und gegen Olle Anderberg und erreichte nur den 5. Platz.
Bei den Olympischen Spielen 1948 in London startete er wieder im freien Stil. Er war dort in Topform und gewann von den sechs Kämpfen, die er zu bestreiten hatte, fünf Kämpfe vorzeitig. Lediglich der Schwede Ivar Sjölin kam mit ihm über die Zeit. Die Goldmedaille war der Lohn für seine guten Leistungen.
Nach 1948 beteiligte sich Gazanfer Bilge bei keinen internationalen Meisterschaften mehr. Er wurde von Nurettin Zafer und Mehmet Oktav abgelöst. Seinen Rücktritt vom Ringen erklärte er aber erst 1953. Nach diesem Rücktritt erwarb sich Gazanfer große Verdienste auf dem Gebiet der Jugendausbildung und -erziehung. 2002 erhielt er dafür vom "International Fair Play Committee" (CIPP) in Paris eine hohe Auszeichnung. Außerdem wurde in Büyükcekmece, Istanbul, im August 2006 eine Sporthalle nach ihm benannt.
Nach seiner sportlichen Laufbahn betätigte sich Gazanfer Bilge als Unternehmer. Er betrieb unter seinem Namen ein Autobusunternehmen, das mit einer Flotte von bis zu 300 Bussen unter anderem auf der Linie Istanbul-Ankara verkehrte, später eine Tankstellenkette und ein Hotel.

## Internationale Erfolge
(OS = Olympische Spiele, EM = Europameisterschaft, F = freier Stil, GR = griech.-röm. Stil, Fe = Federgewicht, damals bis 62 kg Körpergewicht)
- 1946, 1. Platz, EM in Stockholm, F, Fe, mit Siegen über Paavo Hietala, Finnland, Leslie Dimmock, Großbritannien, Olle Anderberg, Schweden und Ferenc Toth, Ungarn;
- 1947, 5. Platz, EM in Prag, GR, Fe, mit Siegen über Dagfin Huseby, Norwegen und Roger François, Frankreich und Niederlagen gegen Frantisek Kotrbary, Tschechoslowakei und Olle Anderberg;
- 1948, Goldmedaille, OS in London, F, Fe, mit Siegen über Ferenc Toth, Hassan Sadian, Iran, A. Jourville, Frankreich, Hal Moore, USA, Paavo Hietala und Ivar Sjölin, Schweden.